# 天神山城 (越後国)
天神山城（てんじんやまじょう）は、新潟県新潟市西蒲区にあった日本の城（山城）。標高234.5メートルの山頂に築かれた堅固な城。新潟市指定史跡。本丸には土塁・空堀・枡形虎口、二の丸には野面積みの石垣、水源と思われる池が存在した。

## 概要
越後の豪族小国氏（大国氏）の城である。1153年（仁平3年）に源頼政の弟・小国頼行が築城し、嫡子・宗頼を住まわせたと伝わる。
南北朝時代、小国氏嫡流の小国政光は南朝方として蒲原津城を拠点に活躍したが、1336年（建武3年）に、池氏、河内氏、風間氏、於木氏、千屋氏、高梨氏らと島崎城に篭もり足利尊氏方の色部高長・加地影綱らと戦うが落城し小国氏嫡流が絶えたため、支流の小国頼景がこの地に進出し、1352年（正平7年）に天神山城を復城した。
戦国時代に、小国頼秀、小国重頼は上杉謙信の家臣となり活躍した。
御館の乱の後、小国氏の家督は直江兼続の実弟樋口与七が継ぎ、小国実頼と名乗ったが後に大国氏に改姓し大国実頼と改めた。
1598年（慶長3年）、実頼は上杉景勝の会津転封に従い、陸奥国鴫山城に移ったため、天神山城は廃城となった。
現在の城跡は保存状態が非常に良く、麓の岩室温泉から登攀して曲輪や土塁などの遺構を見ることができる。